# Francis Higgins
Francis Cecil Higgins (29 de janeiro de 1882 — 19 de abril de 1948) foi um ciclista britânico. Representou o Reino Unido nos Jogos Olímpicos de 1912, em Estocolmo, onde ganhou uma medalha de prata, por equipes.